# گیاه‌پارچ × میرابیلاتا
گیاه‌پارچ × میرابیلاتا (نام علمی: Nepenthes × mirabilata)، یک دورگه طبیعی شامل گیاه‌پارچ شگرف و گیاه‌پارچ باله‌دار است. گیاه‌پارچ × میرابیلاتا به‌عنوان یک دورگه طبیعی در راهنمای دورگه‌های طبیعی (۱۹۹۵) ذکر شده است. دورگه محدود به میندانائو، فیلیپین است، تنها مکانی که گونه‌های مادر با هم همپوشانی دارند.
نام گیاه ترکیب mirabilis و alata می‌باشد.